# Hohenbuehelia tremula
Hohenbuehelia tremula är en svampart som först beskrevs av Jakob Christan Schaeffer, och fick sitt nu gällande namn av Thorn & G.L. Barron 1986. Hohenbuehelia tremula ingår i släktet Hohenbuehelia och familjen musslingar.  Arten är reproducerande i Sverige. Inga underarter finns listade i Catalogue of Life.